# Montecastelli
Montecastelli è una frazione del comune di Umbertide (PG).
Il paese si trova ad un'altezza di 263 m s.l.m. ed è popolato da 546 abitanti (dati Istat, 2001). Esso si trova nelle prossimità del fiume Tevere, a pochi km da Città di Castello, ed è attraversato dalla Ferrovia Centrale Umbra e dalla strada statale 3 bis Tiberina. Alla fine del XIX secolo vi passava regolarmente la vecchia linea ferroviaria che collegava Arezzo a Fossato di Vico, ora in disuso.
Il borgo è storicamente diviso in nove quartieri: Vicinato, Tafanaro, Paradiso, Ca' Ronchetta, Fonte Segale, Sasso, Petricci, Cioccolanti e Colcello.

## Storia
Un castello in collina venne qui costruito nell'XI secolo, probabilmente per volere dei marchesi del Colle di Monte Migiano, al fine di controllare militarmente uno dei punti più stretti dell'alta Valtiberina: data la sua posizione, fu spesso oggetto di aspre contese. Dal castello scende un passaggio segreto sotterraneo che sbuca nei fondi di una casa di Vicinato, il borgo abitato di Montecastelli. Nel corso dei secoli, ben dieci chiese sono state costruite ed alcune di esse sono ancora in piedi e utilizzate.
Nel 1407, il paese fu toccato dagli spostamenti dell'esercito di ventura di Braccio da Montone.
Il vescovo tifernate monsignor Gasperini fondò qui nel 1734 la Congregazione dei Correttori della Bestemmia, poi diventata Confraternita nel Nome di Dio.

## Economia e manifestazioni
Vi sono due grandi tenute agricole, quella degli Gnogni e quella dei Bourbon del Monte.
Il paese è noto soprattutto per essere sede della Renzini S.p.A., una delle maggiori aziende umbre di gastronomia, con vari stabilimenti sparsi in tutta la regione: i principali prodotti sono i salumi, la pasta, l'olio d'oliva e il vino.
Gli eventi ricreativi di maggior risalto che caratterizzano la vita del paese, sono due e legati a festività religiose. Nell'ultima settimana di giugno i festeggiamenti riguardano il patrono, san Pietro, quattro giorni di manifestazioni a partire dal giovedì. La festa della Madonna Assunta si tiene nel fine settimana che segue il Ferragosto.

## Monumenti e luoghi d'arte

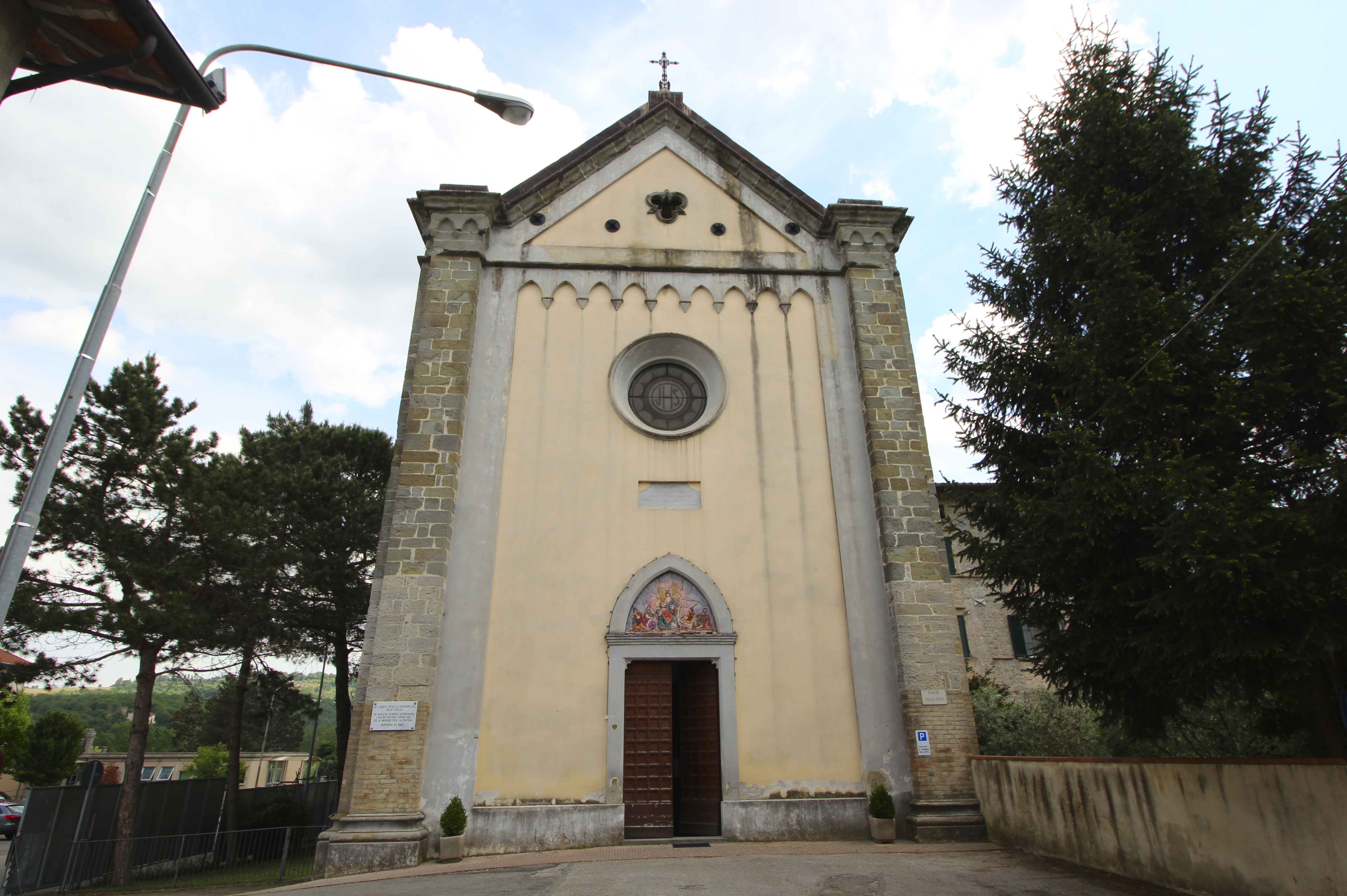
La chiesa di San Pietro

- Resti del castello medievale; al suo interno si trovano ancora tracce di affreschi nelle stanze reali;
- Chiesa di S. Pietro (1890).

## Sport
- SSD Montecastelli (calcio 11)